# Веселотерноватое (Вольнянский район)
Веселотерноватое (укр. Веселотернувате) — село,
Любимовский сельский совет,
Вольнянский район,
Запорожская область,
Украина.
Код КОАТУУ — 2321582502. Население по переписи 2001 года составляло 28 человек.

## Географическое положение
Село Веселотерноватое находится на расстоянии в 1,5 км от сёл Гнаровское, Новотроицкое и Вишняки.

## Происхождение названия
- В некоторых документах село называют Весело-Терноватое.

## История
- 1904 год — дата основания как село Буркуны.
- 1946 год — переименовано в село Веселотерноватое.